# Ganadinni, Manvi
Ganadinni là một làng thuộc tehsil Manvi, huyện Raichur, bang Karnataka, Ấn Độ.